# Nyctyornis amictus
Nyctyornis amictus ou abelharuco-de-barba-vermelha, abelharuco-barba-ruiva ou ainda, abelharuco-barbarossa, é uma espécie de ave da ordem Coraciiformes, família Meropidae  e do gênero Nyctyornis, que pode ser encontrada no Sudeste Asiático .